# Xyris muelleri
Xyris muelleri är en gräsväxtart som beskrevs av Gustaf Oskar Andersson Malme. Xyris muelleri ingår i släktet Xyris och familjen Xyridaceae.
Artens utbredningsområde är Tasmanien. Inga underarter finns listade i Catalogue of Life.